# Пихихьяпан
Пихихьяпан (исп. Pijijiapan) — небольшой город в Мексике, штат Чьяпас, входит в состав одноимённого муниципалитета и является его административным центром. Численность населения, по данным переписи 2020 года, составила 18 219 человек.

## Топонимика
Название Pijijiapan с языка науатль можно перевести как — место обитания осенних уток.

## История
Первое упоминание о поселении относится к 1611 году в переписи региона Соконуско, где указано о 60 местных жителях.
6 марта 1906 года на станцию города прибыл первый пассажирский поезд из Сьюдад-Истепека.
18 сентября 1961 года Пихихьяпану был присвоен статус города.